# ویتوریو ونه‌تو
ویتوریو ونه‌تو (به ایتالیایی: Vittorio Veneto) یک کومونه در ایتالیا است که در استان ترویزو واقع شده‌است.

## خصوصیات
ویتوریو ونه‌تو ۸۲ کیلومترمربع مساحت و ۲۸٬۹۶۴ نفر جمعیت دارد و ۱۳۸ متر بالاتر از سطح دریا واقع شده‌است.

## خواهرخوانده
شهرهای سائو کتانو دو سول، فینال لیگور و کریسیوما خواهرخوانده‌های ویتوریو ونه‌تو هستند.